# Distrito de Lohit
Lohit (en panyabí; ضلع لوہت) es un distrito de India en el estado de Arunachal Pradesh. Código ISO: IN.AR.LO.
Comprende una superficie de 2 402 km².
El centro administrativo es la ciudad de Tezu.

## Demografía
Según censo 2011 contaba con una población total de 145 538 habitantes.